# Stipa baicalensis
Stipa baicalensis är en gräsart som beskrevs av Roman Julievich Roshevitz. Stipa baicalensis ingår i släktet fjädergrässläktet, och familjen gräs. Inga underarter finns listade i Catalogue of Life.